# Quake II: Ground Zero
Quake II: Ground Zero — второе официальное дополнение для компьютерной игры Quake 2, разработанное Rogue Entertainment.

## Сюжет
Действие Ground Zero идёт параллельно самому Quake II. Началась высадка земного десанта. Строгги задействовали гравитационный колодец (Gravity Well), который, словно капкан, не позволяет земному флоту покинуть орбиту Строггоса. А сами строгги тем временем вовсю палят из большой пушки (той самой, которую необходимо взорвать в Quake II). Основная задача игрока — уничтожить гравитационный колодец.

## Оценки
| Русскоязычные издания | Русскоязычные издания |
| Издание               | Оценка                |
| --------------------- | --------------------- |
| «Игромания»           | [ 2 ]                 |